# Marathon van Eindhoven 2024
De ASML Marathon Eindhoven 2024 werd gelopen op zondag 13 oktober 2024. Het was de 40e editie van deze Marathon van Eindhoven.
De wedstrijd bij de mannen werd gewonnen door de Keniaan Enock Kinyamal in 2:06.28. Hij haalde ruim vier minuten van zijn persoonlijke record af. Bij de vrouwen won de Keniaanse Vivian Jerotich de marathon in 2:26.41. De Belgische kampioenschappen marathon werden gewonnen door Thomas De Bock die in de negende tijd finishte, en Juliette Thomas die bij de vrouwen tweede werd met een tijd van 2:27.23.
Naast de hele marathon kende het evenement ook wedstrijden over de halve marathon, kwart marathon, een City Run van 5 km en Mini Marathons van 2,5 en 1,5 km. In totaal liepen er ruim 33 duizend atleten mee, waarvan ruim 12 duizend vrouwen.

## Uitslagen

### Marathon
Mannen
| rang   | naam                   | land | tijd    |
| ------ | ---------------------- | ---- | ------- |
| Goud   | Enock Kinyamal         | KEN  | 2:06.28 |
| Zilver | Raphael Kolian         | KEN  | 2:08.11 |
| Brons  | Kennedy Kipyeko        | KEN  | 2:08.32 |
| 4      | Silas Kiprono Too      | KEN  | 2:08.38 |
| 5      | Simion Ewar Kameto     | KEN  | 2:09.08 |
| 6      | Alfonce Kibiwott Kigen | KEN  | 2:09.45 |
| 7      | Benson Mutiso Nzioki   | KEN  | 2:10.23 |
| 8      | Edwin Kiptoo           | KEN  | 2:10.24 |
| 9      | Thomas De Bock         | BEL  | 2:10.45 |
| 10     | Ezekiel Kipkorir       | KEN  | 2:11.39 |
|        |                        |      |         |
| 15     | Manuel de Backer       | NED  | 2:17.00 |

Vrouwen
| rang   | naam                   | land | tijd    |
| ------ | ---------------------- | ---- | ------- |
| Goud   | Vivian Jerotich        | KEN  | 2:26.41 |
| Zilver | Juliette Thomas        | BEL  | 2:27.23 |
| Brons  | Sara Makera            | TAN  | 2:36.38 |
| 4      | Bregje Smits           | NED  | 2:37.01 |
| 5      | Amélie Saussez         | BEL  | 2:42.51 |
| 6      | Leentje Hellemans      | BEL  | 2:43.19 |
| 7      | Saskia Vens            | BEL  | 2:44.05 |
| 8      | Anneleen Vande Riviere | BEL  | 2:48.34 |
| 9      | Katrien Verstraeten    | BEL  | 2:51.10 |
| 10     | Eefje Ottevanger       | NED  | 2:53.52 |

### BK marathon mannen
| rang   | naam               | tijd    |
| ------ | ------------------ | ------- |
| Goud   | Thomas De Bock     | 2:10.45 |
| Zilver | Nathan Sevenois    | 2:18.36 |
| Brons  | Philip Cortvriendt | 2:19.56 |

### BK marathon vrouwen
| rang   | naam              | tijd    |
| ------ | ----------------- | ------- |
| Goud   | Juliette Thomas   | 2:27.23 |
| Zilver | Amélie Saussez    | 2:42.51 |
| Brons  | Leentje Hellemans | 2:43.19 |

### Halve marathon
Mannen
| rang   | naam              | land | tijd    |
| ------ | ----------------- | ---- | ------- |
| Goud   | Ties van den Hurk | NED  | 1:06.34 |
| Zilver | Marco Otten       | NED  | 1:07.14 |
| Brons  | Mats Lunders      | BEL  | 1:07.17 |
| 4      | Marvin D'Aurilio  | BEL  | 1:07.27 |
| 5      | Jonas Völler      | ITA  | 1:08.42 |
| 6      | Per Velraeds      | NED  | 1:08.48 |
| 7      | Tom Reep          | NED  | 1:09.28 |
| 8      | Milo Roggen       | BEL  | 1:11.02 |
| 9      | Simon Malvaux     | BEL  | 1:11.07 |
| 10     | Mark van Kessel   | NED  | 1:11.09 |

Vrouwen
| rang   | naam                       | land | tijd    |
| ------ | -------------------------- | ---- | ------- |
| Goud   | Jamie van Lieshout         | NED  | 1:18.56 |
| Zilver | Elisabetta Ribera d'Alcalà | ITA  | 1:19.24 |
| Brons  | Katrijn Vande Rieviere     | BEL  | 1:21.44 |
| 4      | Eline de Jong              | NED  | 1:22.09 |
| 5      | Floor Steenaart            | NED  | 1:23.03 |
| 6      | Yorma Wolters              | NED  | 1:24.09 |
| 7      | Veerle Vloeberghs          | BEL  | 1:24.26 |
| 8      | Corinde van Es             | NED  | 1:24.32 |
| 9      | Katelijne Tas              | BEL  | 1:24.40 |
| 10     | Emma Leygnac               | FRA  | 1:24.50 |

### Kwart marathon
Mannen
| rang   | naam          | land | tijd  |
| ------ | ------------- | ---- | ----- |
| Goud   | Jesse Holten  | NED  | 34.45 |
| Zilver | Tijmen Joosen | NED  | 35.22 |
| Brons  | Michael Megos | NED  | 35.34 |

Vrouwen
| rang   | naam             | land | tijd  |
| ------ | ---------------- | ---- | ----- |
| Goud   | Tine Vandenborne | BEL  | 39.07 |
| Zilver | Jiske de Goede   | NED  | 39.27 |
| Brons  | Inge Kees        | NED  | 41.36 |

### 5 km
Mannen
| rang   | naam            | land | tijd  |
| ------ | --------------- | ---- | ----- |
| Goud   | Luc Heesterbeek | NED  | 14.46 |
| Zilver | William Webster | NED  | 15.15 |
| Brons  | Martijn Eijssen | NED  | 15.21 |

Vrouwen
| rang   | naam          | land | tijd  |
| ------ | ------------- | ---- | ----- |
| Goud   | Lina Wright   | ...  | 19.34 |
| Zilver | Meike Maas    | NED  | 19.46 |
| Brons  | Hannah Clercx | NED  | 20.23 |

1959 ·
1960 ·
1982 ·
1984 ·
1986 ·
1988 ·
1990 ·
1991 ·
1992 ·
1993 ·
1994 ·
1995 ·
1996 ·
1997 ·
1998 ·
1999 ·
2000 ·
2001 ·
2002 ·
2003 ·
2004 ·
2005 ·
2006 ·
2007 ·
2008 ·
2009 ·
2010 ·
2011 ·
2012 ·
2013 ·
2014 ·
2015 ·
2016 ·
2017 ·
2018 ·
2019 ·
2020 ·
2021 ·
2022 ·
2023 ·
2024 ·
2025